# Domineering

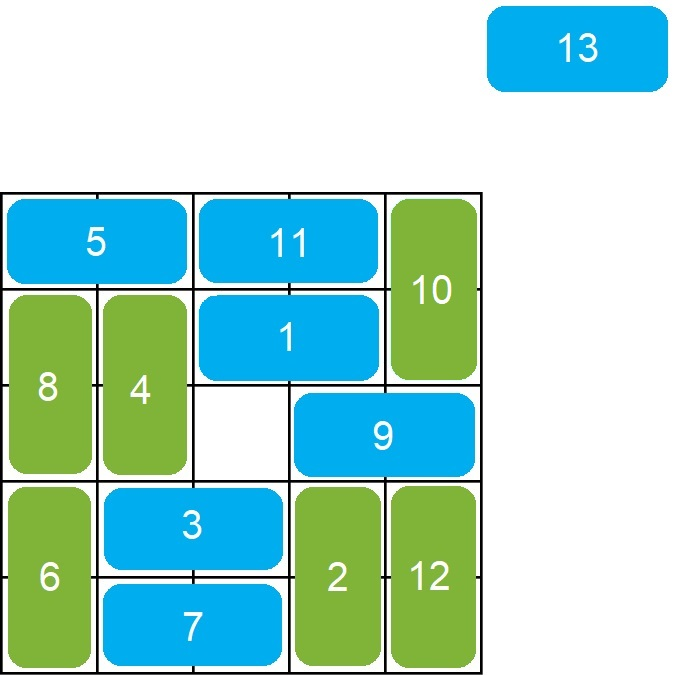
Domineering op een 5x5-bord. De horizontale speler ("H" of "Rechts") doet de eerste zet en verliest in de 13e speelronde.

Domineering, ook wel Stop-Gate of Crosscram genoemd is een wiskundig papier-en-potloodspel voor twee personen.
Het spel kan met (kleur)potlood worden gespeeld op ruitjespapier, als bordspel, maar ook op een ondergrond van vierkante vakken zoals bijvoorbeeld een schaakbord. Zo kan het speelveld bestaan uit een veld van 6x6 vierkantjes, een rechthoek of een onregelmatig vorm ruitjesveld.
Domineering werd geïntroduceerd door Goran Andersson in 1974 onder de naam Crosscram, maar het spel werd later bekend als Domineering door het gebruiken van dominostenen.

## Spelregels
Doel van het spel is om alle vakjes van een vakjesrooster met dominostenen te bedekken. Een dominosteen heeft de grootte van twee vakjes. De spelers mogen hun steen slechts in een richting leggen. Speler A begint en legt zijn eerste dominostenen 'verticaal' neer, waarna speler B een van zijn dominostenen in ‘horizontale' richting op het speelveld legt. Hierna leggen de spelers om de beur een steen op het veld. De eerste speler die geen dominosteen meer op het bord kan leggen heeft verloren – er kan dus geen gelijkspel zijn.
Het vakjesveld kan zo groot zijn als de spelers vooraf hebben afgesproken. Een spelletje op een 6x6 veld duurt ongeveer tien minuten. Domineering kan ook met dominostenen op een schaakbord worden gespeeld of digitaal.

## Cram

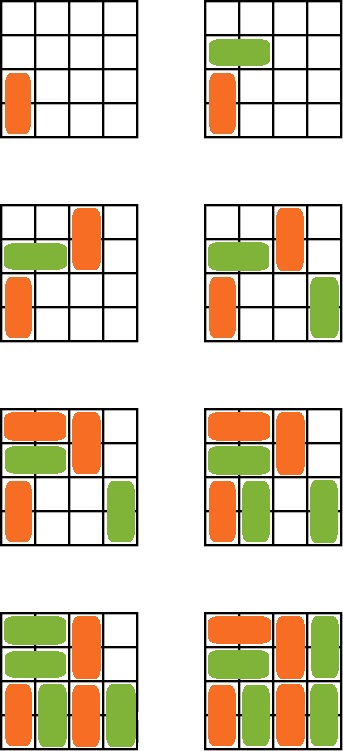
Cram: In de gewone versie wint de ‘groene’ speler

Een variant van Domineering is Cram.
Het enige verschil in spelregels met Domineering is dat elke speler diens dominostenen in beide richtingen mag plaatsen. Het spel verandert daardoor nogal. Cram wordt in het Engels ook plugg en dots-and-pairs genoemd. Cram werd bekend door Martin Gardner in Scientific American.
Ook bij Cram leggen de beide spelers om de beurt een dominosteen op een rooster van vierkanten. Er kunnen twee manieren worden afgesproken wie er wint: normaliter verliest de eerste speler die geen steen meer kan leggen, maar in de ‘misêre'-versie wint juist de speler die geen steen meer kan leggen.